# 一宮駅バスターミナル
一宮駅バスターミナル（いちのみやえきバスターミナル）は、愛知県一宮市一宮市新生1-1-1の名鉄一宮駅にあるバスターミナルである。

## 歴史

### 概要
一宮のバスターミナルは、旧東一宮駅前（後の一宮名鉄丸栄百貨店前→一宮名鉄百貨店前、現東一宮バス停）と尾張一宮駅前、新一宮駅西口（現在の名鉄一宮駅西口付近）の3ヶ所に分散していた。
1980年代後半より開始された尾張一宮駅と新一宮駅の高架事業は、1996年（平成8年）に完成を見る。この高架事業によりできた新一宮駅の旧プラットホームのスペース（旧名鉄起線発着ホーム）を利用して、3ヶ所のバスターミナルを統合した、新一宮駅バスターミナルが開設される。
路線は順次、新一宮駅バスターミナルを起点に切り替えられ、一宮・川島D線（岩倉行き）と名岐線（木曽川口、多加木、トヨタ春日センター行き）を除く全路線が新一宮駅バスターミナルを起点となる。バス到着時に、肉声でアナウンスが行われるが、名鉄名古屋駅（2007年（平成19年）のリニューアルオープン後は自動アナウンスあり）や東岡崎駅とは異なり、運転手によるアナウンスである。また、名鉄バスセンターと同様、扉は柵で閉められており運転士がリモコンを使い開閉している。
2005年（平成17年）に、新一宮駅バスターミナルから現在の名鉄一宮駅バスターミナルに変更し、2021年（令和3年）4月1日に一宮駅バスターミナルに変更。現在は、岩倉駅行きと九日市場行きを除く全路線が、一宮駅バスターミナルが起点である。
なお、夜行高速バス（ドリーム名古屋号）は本バスターミナルではなく尾張一宮駅側（東口）より発着する。

### 年表
- 1996年（平成8年）5月8日 - 新一宮駅の旧プラットホームのスペースを利用して、新一宮駅バスターミナルとして開設される[1]。
- 1997年（平成9年） - 岩倉線と名岐線を除く全路線が新一宮駅バスターミナルを起点とする。
- 2005年（平成17年）1月29日 - 新一宮駅が「名鉄一宮駅」に名称変更。それに伴い、バスターミナルの名称も、「名鉄一宮駅バスターミナル」に変更。
- 2006年（平成18年）10月1日 - 名岐線が名鉄西部観光バスに譲渡される。
- 2008年（平成20年）7月1日 - 名古屋鉄道のグループ会社再編のため、名鉄西部観光バス丹陽線（旧名岐線）が名鉄バスに譲渡される。
- 2020年（令和2年）2月23日 - 名鉄一宮駅構内の改修工事のため、併設の一宮プラザを閉鎖。窓口を移設。
- 2021年（令和3年）
  - 3月16日 - ミュープラット一宮がオープン。
  - 4月1日 - 「一宮駅バスターミナル」に名称を変更。

## 構内
一宮駅バスターミナルは1～4番乗場と名鉄一宮駅降車場（3ヶ所）で構成されており、名鉄バスが使用する2、3、4番のりば、及び一宮駅降車場（3ヶ所）は建物内にあり1番のりば建物外（名鉄一宮駅側出口）にある。1番乗り場を除く建物内の各乗り場にはアナウンス用のマイクが備え付けられており、バス到着時と出発時に運転士による行き先のアナウンスが肉声で行われている。
名鉄バスの路線は、系統番号と色で識別表示されている。（ここでは色を《》で表記）
一宮プラザという飲食店街（ロッテリア、大阪王将など）が併設されていたが、名鉄一宮駅構内の改修工事のため2020年（令和2年）2月23日にに閉鎖された、が、2021年（令和3年）3月16日にミュープラット一宮が一宮プラザ跡地にオープン。同時に、案内所が移転している。

### 1番のりば
名鉄バス：起線
- 《濃青》19：修文学院

i-バス（一宮市循環バス）一宮コース
- 138：市民病院
- 138：木曽川庁舎

### 2番のりば
名鉄バス：起線
- 《黄》21：起（名鉄起線の代替バス路線）
- 《橙》27：西中野
- 《黄》20：尾張中島
- 《橙》26：蓮池（旧名称：尾西バスストップ）

### 3番のりば
名鉄バス：一宮・宮田線
- 《青》30：宮田本郷（西浅井経由）
- 《青》31：宮田本郷（丹羽経由）

名鉄バス： 一宮・川島C線
- 《水色》36：川島（島村経由）

### 4番のりば
名鉄バス：江南団地線
- 《黄緑》40：江南団地

名鉄バス：古知野線
- 《黄緑》41：江南駅（大山町経由）
- 《黄緑》46：江南駅（春明経由）

名鉄バス：光明寺線
- 《緑》10：山郷西
- 《緑》11：一宮市総合体育館

名鉄バス：一宮・イオン木曽川線
- 《紫》15：イオンモール木曽川

## 一宮駅東口停留所
2021年（令和3年）3月31日までの名称は「尾張一宮駅前停留所」であった。
3・4番のりばに停車する路線は、一宮駅バスターミナルの3・4番のりばから発車する路線と同じである（イオンモール木曽川行きは一宮駅東口には停車しない）。

### 3番のりば
名鉄バス：一宮・宮田線
- 30：宮田本郷（西浅井経由）
- 31：宮田本郷（丹羽経由）

名鉄バス：一宮・川島C線
- 36：川島（島村経由）

### 4番のりば
名鉄バス：江南団地線
- 40：江南団地

名鉄バス：古知野線
- 41：江南駅（大山町経由）
- 46：江南駅（春明経由）

名鉄バス：光明寺線
- 10：山郷西
- 11：一宮市総合体育館

### 5番のりば
名鉄バス：一宮・川島D線
- 《オレンジ》50：岩倉駅（名鉄一宮線の代替バス路線）

名鉄バス：丹陽線
- 《緑青》57：九日市場
- 《緑青》56：せんい4丁目

## バスターミナル外停留所

### Aのりば「一宮駅（西口）」
1番のりばの道をはさんで北にある。
i-バス（旧生活交通バス）大和町・萩原町コース（ニコニコふれあいバス）
- 120：萩の里

### Bのりば「一宮駅東口」
5番のりばの道をはさんで北にある。
i-バス（旧生活交通バス）千秋町コース（千秋ふれあいバス）
- 110：千秋病院

### B番のりば（付近）
Bのりば、ファミリーマート一宮東口店付近に設置されている。
夜行高速バス「ドリームなごや号」7号・10号（JR東海バス）座席指定制
- 岐阜駅・尾張一宮駅前・名古屋駅 - 新宿・東京駅